# The Saint of Fort Washington
The Saint of Fort Washington (Ángeles sin cielo en España; El santo indigente en Latinoamérica) es una película de drama de 1993 dirigida por Tim Hunter y protagonizada por Matt Dillon y Danny Glover. Por su actuación en el filme, Dillon ganó el premio al mejor actor en el Festival de Estocolmo en 1993.

## Trama
Matthew (Dillon) es un joven fotógrafo amateur que sufre de esquizofrenia y vive en un viejo hotel en Nueva York. Una mañana, el hotel es demolido sin previo aviso, y Matthew se convierte repentinamente en una persona sin hogar. Las circunstancias lo obligan a pasar la noche en el albergue de Fort Washington en donde conoce a Jerry (Glover), un veterano de la guerra de Vietnam que le enseña a sobrevivir en el violento y peligroso entorno del albergue, lleno de vagabundos, malvivientes y drogadictos, entre ellos, Little Leroy, un abusador que intenta robar a Matthew. En un principio Jerry no desea involucrarse en los asuntos de Matthew ni que el joven se entrometa en su vida, pero al ver que Matthew es vulnerable en el albergue, comienza a formar un lazo paternal con el chico.
Matthew regresa a su barrio natal esperando obtener ayuda, pero al reencontrarse con sus viejos amigos, es objeto de burla de su parte por causa de la esquizofrenia. Intenta regresar a vivir con su madre, quien no se encuentra en casa, ha cambiado la cerradura y la vecina, quien tiene copia de la llave, no lo deja entrar. Cuando Matthew intenta cobrar la ayuda social que el gobierno le brinda por su enfermedad, el pago le es negado por falta de una dirección fija donde pueda recibir sus cheques, y es cuando se da cuenta de que está completamente desamparado.
Sin lugar a donde ir, Matthew regresa a Fort Washington, en donde Jerry se acerca cada vez más a él, protegiéndolo y enseñándole a sobrevivir, por ejemplo, haciendo tiempo en una cafetería con tan solo un vaso de café y un diario viejo, o limpiando parabrisas, y además lo ayuda a sobrellevar la esquizofrenia, sugiriéndole que quizás no está enfermo, más bien, debe ser un santo como Juana de Arco, que también escuchaba voces. Tras un segundo ataque, más violento, de Leroy contra Matthew, Jerry decide que lo mejor es irse del albergue y tratar de sobrevivir en las calles. Al principio intentan vivir en la vieja camioneta de Jerry, la cual es prácticamente chatarra. La esquizofrenia de Matthew y el dolor de piernas de Jerry se recrudecen, sin embargo, gracias a que están juntos, consiguen sobrellevar sus males. Un día, la camioneta es remolcada y no les queda más remedio que buscar otro lugar en donde vivir.
Resueltos a no volver nunca al albergue Fort Washington, el par trata de sobrevivir lo más que puede ya sea en la calle o en el metro, hasta que Jerry se reencuentra con Rosario, un joven de ascendencia latinoamericana que les ofrece un lugar en donde quedarse, en un edificio abandonado en el que vive junto con Tamsen, su novia embarazada, y Spits, un lustrador de zapatos. Es en este punto en el que Matthew intenta retomar la fotografía, y hace retratos de la vida en el edificio. Jerry le hace fama de santo a Matthew entre los inquilinos del edificio, ya que, según él, sus dolores de piernas se calmaron cuando Matthew le impuso sus manos. Rosario y Tamsen planean irse de Nueva York a otro estado para comenzar una vida mejor, incluso Matthew y Jerry acompañan a Rosario a comprar los pasajes de autobús, y mientras tanto, Tamsen tiene una hemorragia, así como una caída en las escaleras, es internada y se revela que pierde al bebé. Sin embargo, la pareja intenta continuar su vida a pesar de la pérdida.
Con altibajos, Jerry y Matthew continúan apoyándose, y hacen planes para poner un negocio de venta de frutas; Matthew incluso tiene una fantasía en la que Jerry conduce un auto por un camino rural en un paisaje idílico, en el que todos a quienes han conocido se ven felices y plenos. 
Una noche, la policía realiza un operativo para canalizar a los indigentes a los albergues; al confrontar a Matthew y a Jerry, intentan trasladarlos por la fuerza a Fort Washington. Jerry consigue escapar pero Matthew es llevado al albergue, en donde se reencuentra con Leroy. Matthew intenta escapar del lugar por un acceso clausurado, un lugar abandonado del edificio en donde es emboscado por Leroy, quien lo apuñala y le roba los pocos dólares que el chico llevaba ocultos en su ropa. Horas más tarde, Jerry consigue llegar a Fort Washington para reunirse con Matthew, pero es demasiado tarde, ya que lo encuentra tendido en el piso, muerto.
Como el cuerpo de Matthew no es reclamado por ningún pariente, se le prepara para llevarlo a la fosa común en la Isla Hart . Jerry se mete como polizón en el ferry que lleva los cadáveres, para poder despedirse de Matthew. Una vez en la isla cementerio, Jerry "habla" con Matthew, y le "muestra" las fotografías que el chico había tomado de Rosario y Tamsen, Spits, y Jerry, colocándolas sobre la caja de madera en la que se encuentra el cuerpo del joven. Jerry se despide, y más tarde, en un bar, se promete a sí mismo que no se detendrá para lograr lo que desea.

## Reparto
- Danny Glover como Jerry / Narrador.
- Matt Dillon como Matthew.
- Rick Aviles como Rosario.
- Nina Siemaszko como Tamsen.
- Ving Rhames como Little Leroy.